# Alba-la-Romaine
Alba-la-Romaine är en kommun i departementet Ardèche i regionen Auvergne-Rhône-Alpes i sydöstra Frankrike. Kommunen ligger  i kantonen Viviers som ligger i arrondissementet Privas. År 2022 hade Alba-la-Romaine 1 538 invånare.

## Befolkningsutveckling
Antalet invånare i kommunen Alba-la-Romaine
Referens: INSEE